# Skylar Astin
Skylar Astin Lipstein (Nueva York; 23 de septiembre de 1987) es un actor estadounidense.
Astin comenzó su carrera en 2006, interpretando a Georg en el musical de Broadway Spring Awakening. Hizo el papel de Jesse Swanson en Pitch Perfect y su secuela, Pitch Perfect 2.

## Biografía
Astin se crio en el condado de Rockland, Nueva York. Tiene una hermana, Brielle, y dos hermanos, Milán y Jace. En 2013 confirmó una relación con su coestrella de Pitch Perfect Anna Camp. El 2 de enero de 2016 confirmaron su compromiso vía Instagram.
En abril de 2019, la pareja anunció su divorcio luego de casi tres años de matrimonio. Según dieron a conocer, la separación fue "mutua y amistosa".

## Carrera

### Teatro
Astin comenzó su carrera en el teatro en 2006, interpretando a Georg en el musical de Broadway Spring Awakening. También interpretó a Mark Cohen en el musical Rent, dirigido por Neil Patrick Harris, en agosto del 2010 en el Hollywood Bowl.

### Cine
En el cine, interpretó a Rand Posin en la película Hamlet 2. Cantó la banda sonora "Raped in the Face" junto con Phoebe Strole y Steve Coogan, respectivamente coestrella y estrella de la película. La proyección de esta en el Festival de Cine de Sundance del 2008 le permitió a Astin firmar con United Talent Agency. Ha sido uno de los protagonistas de las comedias Pitch Perfect (2012) y Pitch Perfect 2 (2015) interpretando a Jesse Swanson.

### Televisión
En la televisión se unió al elenco de Adam Carolla, para la comedia Ace 2009 para la cadena CBS, aunque finalmente no fue seleccionado.
Fue invitado especial en el capítulo "City of Angels" de la serie televisiva Glee. Apareció como Jean-Baptiste, contrincante de "New Directions".
En 2018, se unió al elenco principal de la cuarta temporada de la serie de The CW, Crazy Ex-Girlfriend (serie de televisión), en el papel de Greg Serrano. Skylar sustituyó a Santino Fontana, quien interpretó a Greg en las primeras dos temporadas de la serie.
En 2020 se encuentra en uno de los papeles protagónicos de la serie de The CW, Zoey's Extraordinary Playlist, como Max

## Filmografía
- 2006  Stagedoor, como él mismo. Documental.
- 2008 Hamlet 2, como Rand Posin.
- 2009  Ace in the Hole, como Tod Morella.
- 2009  Strange Brew, como Kyle.
- 2009 Taking Woodstock, como John P. Roberts.
- 2012 Love Written in Blood II, como Henderson.[5]
- 2012   Wreck-It Ralph, como Roy.
- 2012 Pitch Perfect, como Jesse Swanson.
- 2013  21 and Over, como Casey.
- 2013  Cavemen, como Dean.[cita requerida]
- 2015 Pitch Perfect 2, como Jesse Swanson.

## Televisión
- 2011 Love Bites (episodio "Boys to Men"), como Ben.
- 2011 The Online Gamer (3 episodios), como Mikey.[6]
- 2012 Girls (episodio "Hannah's Diary"), como Mark Kornstein.
- 2012 House (episodio "Holding On"), como Derrick.
- 2013 Ground Floor, como Brody Carol Moyer.
- 2014 Glee (episodio "City of Angels"), como Jean-Baptiste.
- 2018-2019 Crazy Ex-Girlfriend (serie de televisión) (11 episodios), como Greg Serrano.[7]
- 2020 Zoey's Extraordinary Playlist, como Max
- 2022-2024 "So help me Todd", como Todd

## Premios
Teen Choice Awards
| Año  | Categoría        | Película        | Resultado |
| ---- | ---------------- | --------------- | --------- |
| 2013 | Actor de Comedia | Pitch Perfect   | Ganador   |
| 2015 | Actor de comedia | Pitch Perfect 2 | Ganador   |